# Comme à la maison (album de Christophe Maé)
Pour les articles homonymes, voir Comme à la maison.
Albums de Christophe Maé
Mon Paradis
(2007) On trace la Route
(2010)
Singles
1. C'est ma Terre
Sortie : 26 juillet 2008
2. Mon p'tit gars
Sortie : 29 septembre 2008

Comme à la maison est le premier album live du chanteur français Christophe Maé. 
Cet album est un album Live-acoustique. Il est sorti le 29 septembre 2008 en format double CD et édition avec un DVD de son concert. Il a remporté un grand succès en France et en Belgique, en édition CD comme en édition DVD.
Cet opus s'est vendu à 460 000 exemplaires. (World Wide Albums)

## Information
L'album a été enregistré les 18 et 19 juin 2008 sur une plage au sud de la Corse et publié le 26 septembre 2008. Il contient des chansons de son premier album Mon paradis, comme les tubes On s'attache, Parce qu'on ne sait jamais, Ça fait mal et Belle demoiselle, avec de nouvelles chansons en plus, notamment un hommage à Bob Marley composé d'un medley, et un duo avec William Baldé, auteur du tube de l'été 2008 Rayon de soleil. Une chorale gospel et l'accordéoniste Régis Gizavo ont participé au concert.
L'album a fait l'objet de deux singles: C'est ma terre, seulement disponible sur les plates-formes de téléchargement légal, et Mon p'tit gars, dédicace à son fils J̇ules, qui s'est classé n°2 au Top 50.

## Liste des titres

### CD
CD 1
1. Mon paradis
2. Ma vie est une larme
3. Va voir ailleurs
4. On s’attache
5. Ça fait mal
6. Belle demoiselle
7. Maman
8. Mon p’tit gars

CD 2
1. Moi j’ai pas le sou
2. Sa danse donne
3. Mon père spirituel
4. Tribute to Bob Marley
5. Parce qu’on sait jamais
6. C’est ma terre
7. Bonus vidéo - C’est ma terre (Vidéo clip)
8. Bonus vidéo - Mon père spirituel (Extrait du DVD live)

### DVD
1. Mon Paradis
2. Ma Vie Est Une Larme
3. Va Voir Ailleurs
4. On S'attache
5. Ça Fait Mal
6. Belle Demoiselle
7. Maman
8. Mon P'tit Gars
9. J'ai Pas Le Sou
10. Sa Danse Donne
11. Mon Père Spirituel
12. Tribute To Bob Marley
13. Parce Qu'On Sait Jamais
14. C'Est Ma Terre

## Charts
| 2008 | Comme à la Maison | 1 | 3 | 13 |